# Словацько-український кордон
Слова́цько-украї́нський кордо́н — кордон між Україною та Словаччиною, що існує формально з моменту набуття незалежності Словаччини 1993 року. У 1991–1992 роках нинішній словацько-український кордон був чехословацько-українським кордоном, а до 1991 — кордоном між Чехословаччиною і Радянським Союзом. Довжина кордону становить 97 км, на кордоні розміщено 375 прикордонних знаків. Знак № 1 знаходиться на горі Кременець, знак № 375 стоїть на березі Тиси біля стариці Вір. Трифінія з Польщею маркована обеліском «Кременець», трифінія з Угорщиною маркована трьома обелісками "Тиса" на кожній зі сторін кордону.
Словацько-український кордон є також зовнішнім кордоном Європейського Союзу.

## Географія
|                            | Місце                                                                          | Координати                        |
| -------------------------- | ------------------------------------------------------------------------------ | --------------------------------- |
| Найпівнічніша, найсхідніша | гора Кременець, 1221 м н.р.м.; Трифінія кордонів Словаччини, Польщі та України | 49°05′17″ пн. ш. 22°33′57″ сх. д. |
| Найпівденніша              | р. Тиса Трифінія кордонів Словаччини, Угорщини та України                      | 48°24′12″ пн. ш. 22°09′19″ сх. д. |
| Найзахідніша               | стариця Мертва Тиса, Соломоново — Чєрна-над-Тисою                              | 48°25′07″ пн. ш. 22°08′14″ сх. д. |

### Прикордонні адмінодиниці
Словаччина
- Пряшівський край
  - Снина
    - Нова Седлиця
    - Збой
    - Улич-Криве
    - Улич
    - Убля
    - Дубрава
- Кошицький край
  - Собранце
    - Руський Грабовець
    - Іновце
    - Бенятіна
    - Конюш
    - Пр'єкопа
    - Порубка
    - Коромля
    - Петровце
    - Гусак
    - Вишнє Німецьке
    - Загор
    - Пінковце
    - Лекаровце

  - Михайлівці
    - Матьовське Войковце
    - Руська
    - Вельке Слеменце
    - Птрукша

  - Требишів
    - Чєрна-над-Тисою
    - Мале Тракани

 Україна
- Закарпатська область
  - Великоберезнянський район
  - Перечинський район
  - Ужгородський район
  - Ужгород

## Пункти перетину кордону

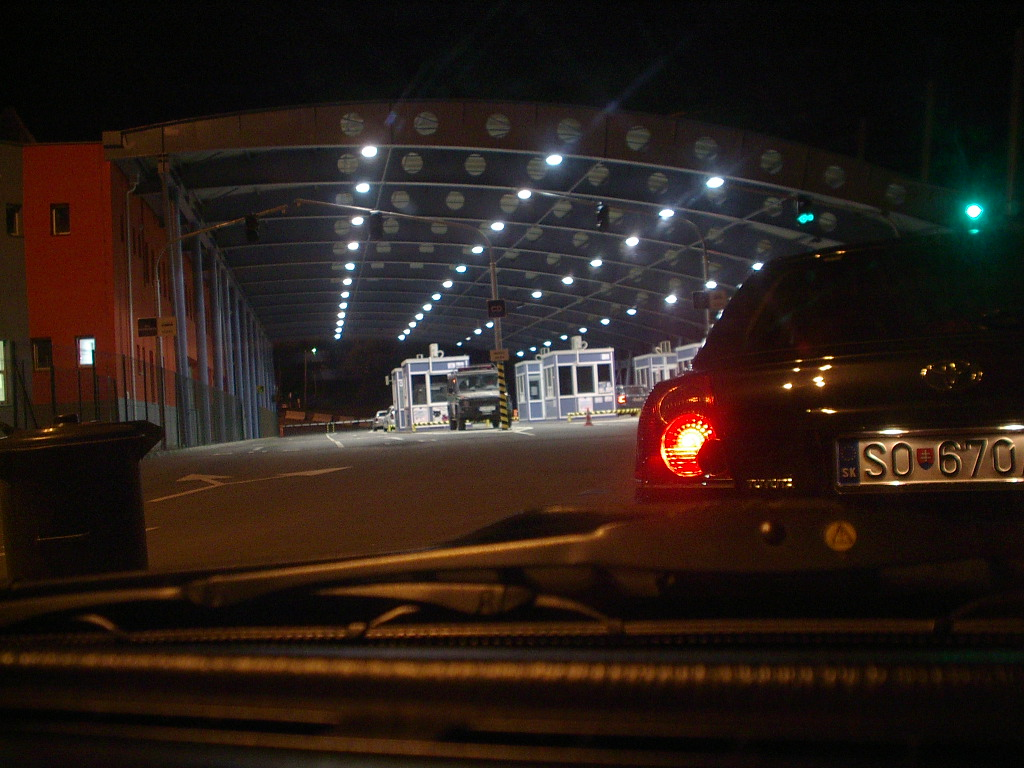
Словацько-український кордон, точка перетину Ужгород-Вишнє Німецьке; Словацька сторона.

Словацько-український кордон має п'ять пунктів перетину — два автодорожні, два залізничні і один пішохідний:

### Автодорожні
- Ужгород — Вишнє Німецьке
- Малий Березний — Убля

### Залізничні
- Ужгород — Матьовце
- Чоп — Чєрна-над-Тисою

### Пішохідний
- Малі Селменці — Вельке Слеменце

2008 року словацько-український кордон перетнуло майже 2,5 млн громадян, понад 1,5 млн транспортних засобів.

## Інциденти
На початку липня 2012 року словацькою кримінальною поліцією був виявлений нелегальний канал, що таємно діяв у прикордонній зоні між селами Вишнє Німецьке та Нижнє Німецьке та вів прямо до м. Ужгорода; вихід тунелю на українській території розміщувався у приватному будинку по вул. Запорізькій, 57 в м. Ужгороді. Глибина залягання тунелю — шість метрів, довжина — близько 700 м. Був електрифікований і оснащений рейковою переправою. Використовувався переважно для контрабандного переправляння сигарет з України в Словаччину та ЄС, і, як припускають, також для нелегальної міграції. Діяв щонайменше два роки до моменту виявлення. За підрахунками міністерства фінансів Словаччини функціонування тунелю заподіяло словацькій економіці шкоду на суму приблизно п'ятдесят мільйонів євро .
В грудні 2012 року кримінальну справу щодо деяких осіб, причетних до функціонування тунелю, направлено на розгляд до Ужгородського міськрайонного суду Закарпатської області.